# Dimitrij (Dvořák)

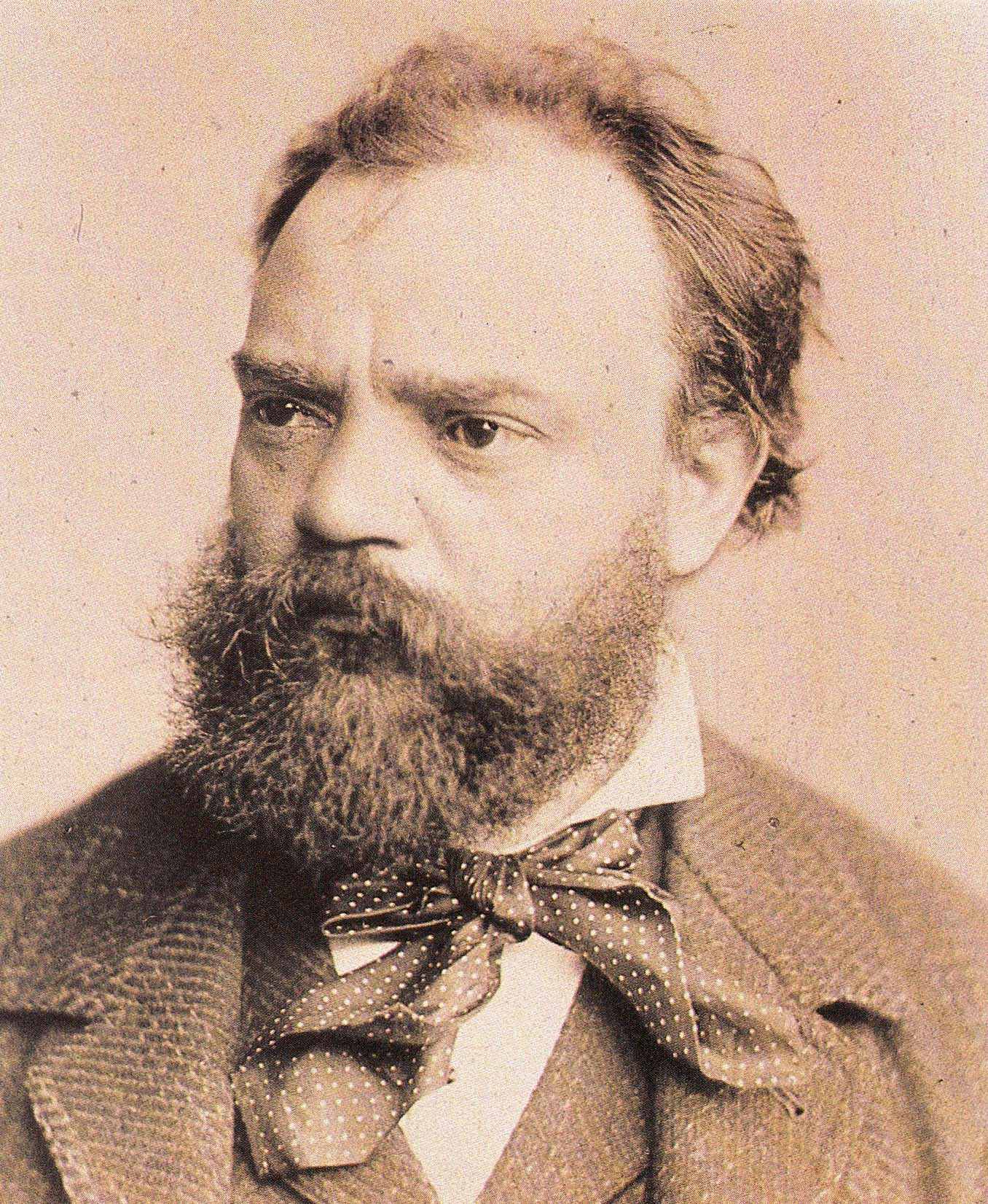
Antonín Dvořák

Dimitrij är en tjeckisk  grand opéra i fyra akter med musik av Antonín Dvořák och libretto av Marie Červinková-Riegrová efter Alois Jiráseks Dimitr Ivanovič i sin tur byggd på Friedrich Schillers ofullständiga drama Demetrius.

## Historia
Operan hade premiär den 8 oktober 1882 på Nya Tjeckiska Teatern i Prag. Dimitrij uppvisar flera likheter med Giacomo Meyerbeers opera Profeten: centralfiguren är en bedragare, en grym moder-son-scen och den franska grand opéra-genrens alla konventioner. Men det finns skillnader mellan Dimitrij och fransmannen Victorin de Joncières då aktuella opera över samma ämne, Dimitri (1876). I den franska operan finns det ingen rysk-polsk konflikt (det mesta av handlingen äger rum innan Dimitrij kommer till Ryssland), medan Dvořák använder dubbla körer för att de olika nationaliteterna, samt en förvånansvärt övertygande imitation av ortodox körsång. Joncières hjälte är en svag vekling, en lyrisk tenor fången mellan sina två älskarinnor. Dvořáks Dimitrij är en hjälte både i röstläge och handling, och han väljer sin gemål politiskt - den polska Marina ratas för den ryska Xenia.
Handlingen i Dimitrij är en fortsättning på historien om Boris Godunov såsom den berättades i Modest Musorgskijs opera Boris Godunov. Fyra gestalter återkommer:
- Dimitrij, Ivan den förskräckliges påstådde son som verkligen tror att han är den äkta Dimitrij.
- Den polska Marina
- Boris dotter Xenia Borisovna
- Furst Vasilij Sjujskij, Boris vän och motståndare till Dimitrij

## Personer
- Dimitrij Ivanovič (tenor)
- Marina Mníškova, Dmitrijs hustru (sopran)
- Furst Vasilij Šujský (baryton)
- Petr Fedorovič Basmanov (bas)
- Xenie Borisovna (sopran)
- Marfa Ivanovna (kontraalt)
- Jov, patriark av Moskva (bas)
- Něborský (baryton)
- Bučinský (baryton)

## Handling

### Akt I
Efter Boris död är moskvaborna förvirrade och splittrade. Några (ledda av patriarken och furst Šujský) fortsätter med sitt stöd till familjen Godunov; andra (ledda av general Basmanov) stödjer den segerrike Dimitrij. Allt beror på om Marfa, änkan efter Ivan den förskräcklige, ska erkänna Dimitrij som sin son. Vid det ödesdigra mötet inser Marfa att Dimitrij inte är hennes son, men bestämmer sig för att använda honom i sin hämnd och erkänner honom inför folket.

### Akt II
Dimitrij slår ned alla upprorsförsök mellan polacker och ryssar. Han räddar även Xenie då hon hotas av berusade, polska soldater. Šujský försöker störta den nye tsaren men Dimitrij slår ned även denna konspiration.

### Akt III
När Šujský ska avrättas ber Xenie för hans liv och inser först då vem som var hennes beskyddare. Marina åser svartsjukt den gryende vänskapen mellan Dimitrij och Xenie. Hon avslöjar för Dimitrij att han bara är en enkel bonde men Dimitrij gör klart för henne att han tänker göra vad som helst för att hålla sig kvar på tronen. Han förkastar henne.

### Akt IV
Dimitrij kräver att Xenie gifter sig med honom, men hans önskan går i kras då (i 1882 års version) Marina låter avrätta Xenie eller (i senare versioner) då Xenie bestämmer sig för att bli nunna. Marina avslöjar öppet Dimitrij enkla härkomst och kräver att Marfa återigen ska erkänna Dimitrij som sin son. Då Marfa tvekar befaller Dimitrij henne att inte svära falskt. Šujský skjuter honom.